# Coll de Braus
El coll de Braus és un port de muntanya dels Alps que uneix les viles de L'Escarena i Sospèl, al departament dels Alps Marítims. L'antiga carretera nacional 204, actualment D2204, coronava el coll a 1.002 metres d'altura, mentre que la línia de ferrocarril que uneix Niça amb Breil-sur-Roya hi passa per sota per un llarg túnel de gairebé sis quilòmetres.
El coll ha estat coronat en 27 ocasions pel Tour de França, sobretot en els anys anteriors a la Segona Guerra Mundial. La darrera de les ascensions va tenir lloc el 1961.